# Temporada 1977-78 de los New York Knicks
La temporada 1977-78 fue la trigésimo segunda de los New York Knicks en la NBA. La temporada regular acabó con 43 victorias y 39 derrotas, ocupando el quinto puesto de la conferencia, clasificándose para los playoffs, en los que cayeron en semifinales de conferencia ante los Philadelphia 76ers.

## Elecciones en elDraft
| Ronda | Puesto | Jugador         | Posición  | Nacionalidad   | Universidad |
| ----- | ------ | --------------- | --------- | -------------- | ----------- |
| 1     | 10     | Ray Williams    | Base      | Estados Unidos | Minnesota   |
| 2     | 26     | Glen Gondrezick | Alero     | Estados Unidos | UNLV        |
| 2     | 32     | Toby Knight     | Ala-Pívot | Estados Unidos | Notre Dame  |
| 4     | 76     | Steve Hayes     | Pívot     | Estados Unidos | Idaho State |

## Temporada regular
| División Central     | División Central | División Central | División Central | División Central | División Central | División Central | División Central | División Central |
| Equipo               | G                | P                | %                | PD               | Casa             | Fuera            | Div              |                  |
| -------------------- | ---------------- | ---------------- | ---------------- | ---------------- | ---------------- | ---------------- | ---------------- | ---------------- |
| y-Philadelphia 76ers | 55               | 27               | .671             | –                | 37–4             | 18–23            | 14–2             |                  |
| x-New York Knicks    | 43               | 39               | .524             | 12               | 29–12            | 14–27            | 7–9              |                  |
| Boston Celtics       | 32               | 50               | .390             | 23               | 24–17            | 8–33             | 8–8              |                  |
| Buffalo Braves       | 27               | 55               | .329             | 28               | 20–21            | 7–34             | 7–9              |                  |
| New Jersey Nets      | 24               | 58               | .293             | 31               | 18–23            | 6–35             | 4–12             |                  |

## Playoffs

### Primera ronda
Cleveland Cavaliers vs.  New York Knicks 
| Fecha       | Partido                                      | Ciudad     |
| ----------- | -------------------------------------------- | ---------- |
| 12 de abril | Cleveland Cavaliers 114, New York Knicks 132 | Cleveland  |
| 14 de abril | New York Knicks 109, Cleveland Cavaliers 107 | Nueva York |
|             | New York Knicks gana las series 2-0          |            |

### Semifinales de Conferencia
Philadelphia 76ers vs.  New York Knicks 
| Fecha       | Partido                                     | Ciudad       |
| ----------- | ------------------------------------------- | ------------ |
| 16 de abril | Philadelphia 76ers 130, New York Knicks 90  | Philadelphia |
| 18 de abril | Philadelphia 76ers 119, New York Knicks 100 | Philadelphia |
| 20 de abril | New York Knicks 126, Philadelphia 76ers 137 | Nueva York   |
| 23 de abril | New York Knicks 107, Philadelphia 76ers 112 | Nueva York   |
|             | Philadelphia 76ers gana las series 4-0      |              |

## Estadísticas
| Rk | Jugador         | Edad | P  | PT | MP   | TC   | TCI  | %TC  | TL  | TLI | %TL  | RO  | RD  | RT   | AS  | RB  | TAP | BP  | FP  | PTS  |
| -- | --------------- | ---- | -- | -- | ---- | ---- | ---- | ---- | --- | --- | ---- | --- | --- | ---- | --- | --- | --- | --- | --- | ---- |
| 1  | Bob McAdoo      | 26   | 79 |    | 40.3 | 10.3 | 19.8 | .520 | 5.9 | 8.2 | .727 | 3.0 | 9.8 | 12.8 | 3.8 | 1.3 | 1.6 | 4.4 | 3.8 | 26.5 |
| 2  | Earl Monroe     | 33   | 76 |    | 31.2 | 7.3  | 14.8 | .495 | 3.2 | 3.8 | .832 | 0.6 | 1.8 | 2.4  | 4.8 | 0.8 | 0.3 | 2.4 | 2.5 | 17.8 |
| 3  | Lonnie Shelton  | 22   | 82 |    | 28.3 | 6.2  | 12.0 | .514 | 2.5 | 3.4 | .736 | 2.5 | 4.6 | 7.1  | 2.4 | 1.3 | 1.4 | 2.8 | 4.3 | 14.9 |
| 4  | Spencer Haywood | 28   | 67 |    | 26.3 | 6.1  | 12.7 | .484 | 1.4 | 2.0 | .711 | 2.1 | 4.5 | 6.6  | 1.9 | 0.6 | 1.1 | 2.1 | 2.8 | 13.7 |
| 5  | Jim Cleamons    | 28   | 79 |    | 25.4 | 2.7  | 5.7  | .480 | 1.0 | 1.3 | .786 | 0.9 | 1.8 | 2.7  | 3.6 | 0.9 | 0.2 | 1.4 | 1.8 | 6.5  |
| 6  | Butch Beard     | 30   | 79 |    | 25.1 | 3.9  | 7.8  | .502 | 1.6 | 2.0 | .806 | 1.0 | 2.4 | 3.3  | 4.3 | 1.5 | 0.0 | 1.9 | 2.5 | 9.4  |
| 7  | Jim McMillian   | 29   | 81 |    | 24.4 | 3.6  | 7.7  | .462 | 1.4 | 1.7 | .858 | 1.0 | 2.6 | 3.6  | 2.5 | 0.9 | 0.2 | 1.3 | 1.4 | 8.5  |
| 8  | Ray Williams    | 23   | 81 |    | 19.1 | 3.8  | 8.5  | .443 | 1.8 | 2.6 | .705 | 1.0 | 1.5 | 2.6  | 4.5 | 1.3 | 0.2 | 3.0 | 2.6 | 9.3  |
| 9  | Toby Knight     | 22   | 80 |    | 14.6 | 2.8  | 5.8  | .477 | 0.8 | 1.2 | .649 | 1.5 | 2.5 | 4.0  | 0.5 | 0.6 | 0.4 | 1.2 | 2.6 | 6.3  |
| 10 | Glen Gondrezick | 22   | 72 |    | 14.1 | 1.8  | 4.7  | .386 | 1.2 | 1.7 | .686 | 1.3 | 2.2 | 3.5  | 1.2 | 0.8 | 0.3 | 1.1 | 2.5 | 4.8  |
| 11 | Phil Jackson    | 32   | 63 |    | 10.4 | 0.9  | 1.8  | .478 | 0.7 | 0.9 | .768 | 0.5 | 1.3 | 1.7  | 0.7 | 0.5 | 0.2 | 0.7 | 1.7 | 2.4  |
| 12 | Ticky Burden    | 24   | 2  |    | 7.5  | 0.5  | 1.0  | .500 | 0.0 | 0.0 |      | 0.0 | 0.0 | 0.0  | 0.5 | 0.5 | 0.0 | 0.0 | 0.5 | 1.0  |

## Galardones y récords
| Jugador    | Galardón |
| Bob McAdoo | All-Star |